# Expressway 202 (Südkorea)
Der Expressway 202 (kor. 익산 포항 고속도로 지선) ist eine geplante Schnellstraße in Südkorea. Die Autobahn soll einen Bypass von Pohang zur Ostküste bilden und eine Erweiterung des Expressway 20 sein. Die geplante Länge beträgt 27 Kilometer.

## Straßenbeschreibung
Der Expressway 202 soll eine westliche und südliche Umgehung der Stadt Pohang bilden. Eine Weiterführung der Straße zum Expressway 65 ist nicht bekannt. Es ist eine Kreuzung mit dem Expressway 20 auf der Westseite von Pohang und eine Verbindung mit der Nationalstraße 7 geplant.

## Geschichte
2008 wurde die Autobahn von der südkoreanischen Regierung genehmigt. Wann die Autobahn gebaut werden soll, ist noch nicht bekannt.